# Gašerbrum V
Gašerbrum V je hora v masivu Gašerbrum v pohoří Karákóram. Leží v Pákistánu, kde patří do oblasti Gilgit - Baltistán. Nachází se jižně od vyššího Gašerbrumu IV. Samotný Gašerbrum V je vysoký 7147 metrů.
Dlouho zůstával bez výstupu na vrchol, až v červenci roku 2014 uspěla dvojice korejských horolezců Song Nak-čong a An Čchi Jong.